# 輝水晶伝説アスタル
『輝水晶伝説アスタル』（きすいしょうでんせつアスタル）は、1995年4月28日に日本のセガから発売されたセガサターン用横スクロールアクションゲーム。
創造の女神アントワースによって作られた主人公のアスタルを操作し、ガイストに攫われたレダを探し出す事が目的。巨岩を持ち上げる事や大木を引き抜く事など、アスタルのアクションが豪快なものになっている事が特徴。
開発はセガが行い、プロデューサーは同社のメガCD用ソフト『ソニック・ザ・ヘッジホッグCD』（1993年）を手掛けた押谷真、ディレクターはアーケードゲーム『スターウォーズ アーケード』（1994年）を手掛けた清水雅仁、音楽はメガドライブ用ソフト『ゴールデンアックスIII』（1993年）を手掛けた前田龍之が担当している。

## 登場人物
アスタル
声 - 折笠愛
レダ
声 - 白鳥由里
アントワース
声 - 久川綾
ガイスト
声 - 堀川亮
ジェラード
声 - 郷里大輔
エネミー
声 - 和田さおり、神子敏康、浜田尚子、堀田泰丸

## 音楽
オープニングテーマ「Let me try again!」
エンディングテーマ「輝く世界を」
歌 - 久川綾
作詞 - 厳秀 / 作曲・編曲 - 前田龍之

## スタッフ
- 企画・原案：菅井剛、林求
- ゲームデザイン：菅井剛、清水雅仁
- キャラクターデザイン：林求
- ストーリー原案：林求、神子敏康
- 美術監督：岡田美佳
- 音楽監督：牧野幸文
- メインプログラム：向井田和幸
- プレイヤープログラム：向井田和幸、高橋敦俊
- システムプログラム：熊崎由幸（日立TS）
- エネミープログラム：高橋敦俊、二川目真、坂本博章、熊崎由幸（日立TS）、堀田泰丸
- ツール制作：安藤隆
- 特殊効果制作：安藤隆、堀田泰丸
- プログラム進行：高橋敦俊
- マップ構成・エネミー設定：井剛、神子敏康、大沼大
- 美術背景：岡田美佳、浜田尚子、川口博之、三瓶昌広、和田さおり
- キャラクター制作：林求、川口博之、浜田尚子、浅井幸信、上川祐司
- CG 3Dオペレータ：杵村史朗
- タイトルデザイン：川口博之
- 音楽・効果音：前田龍之、幸崎達哉
- レコーディングスタッフ：成田尊、町田直幸、川平真二、柴田文孝
- オープニングアニメーション編集・制作：川口博之、神子敏康、井上善央
- アニメーション監督：増田敏彦（東京ムービー新社）
- アニメーション美術監督：水谷利春（STUDIO風雅）
- アニメーション彩色：酒井智子（東京ムービー新社）
- アニメーション・プロデュース：竹内孝次（東京ムービー新社）
- プロモーション：小川智章、花谷和宏
- 制作協力：(株) プロダクションバオバブ、(株) 青二プロダクション、(株) アーツビジョン
- 監督：清水雅仁
- 指揮：押谷真
- 制作総指揮：重田守
- 制作著作：(株) セガ・エンタープライゼス

## 評価
ゲーム誌『ファミコン通信』の「クロスレビュー」では、7・7・5・5の合計24点（満40点）、『SATURN FAN』の読者投票による「ゲーム通信簿」での評価は以下の通り、19.2点（満30点）となった。
| 項目 | キャラクタ | 音楽 | お買得度 | 操作性 | 熱中度 | オリジナリティ | 総合 |
| 得点 | 3.1        | 3.5  | 3.5      | 3.3    | 2.8    | 2.9            | 19.2 |